# Arthur Russell (Leichtathlet)
Arthur Russell (* 13. März 1886 in Walsall, West Midlands; † 23. August 1972 ebenda) war ein britischer Leichtathlet und Olympiasieger.
Der aus Staffordshire stammende Russell wurde zwischen 1904 und 1906 dreimal hintereinander britischer Meister im Hindernislauf. Bei den Olympischen Spielen 1908 in London fand der Hindernislauf über eine Distanz von 3200 Metern statt, was ungefähr der in Großbritannien üblichen Distanz von 2 Meilen entsprach. In seinem Vorlauf war er einer von nur zwei Läufern, die überhaupt das Ziel erreichten. Das Finale gewann er mit einem Vorsprung von knapp zwei Metern auf seinen Landsmann Archie Robertson.